# Безекирский, Василий Васильевич
Васи́лий Васи́льевич Безеки́рский (в европейских источниках также Гийом Безекирский, фр. Guillaume Besekirsky; 14 (26) января 1835, Москва — 8 ноября 1919, там же) — русский скрипач и композитор.

## Биография

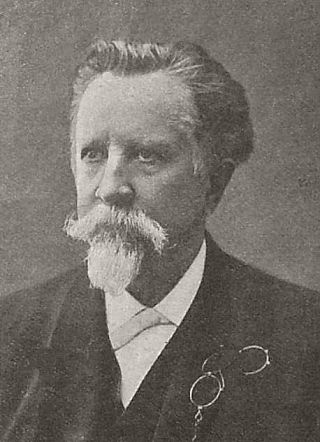
В. В. Безекирский

Василий Васильевич родился в Москве в семье музыкального мастера, учиться игре на скрипке начал с 12 лет, а через три года, в 1850 году, поступил в оркестр Большого театра.
В 1858—1860 годах Безекирский совершенствовался в Бельгии у Юбера Леонара как скрипач и Бертольда Дамке как композитор.
Будучи также учеником К.Липинского, В.Безекирский являлся носителем одновременно чешских и французских традиций в музыке, а также близко общался с Ф.Давидом, Й.Иоахимом, Г.Венявским, Н.Рубинштейном.
Вернувшись в Москву, Безекирский получил место концертмейстера оркестра Большого театра, которое занимал до 1891 года (с перерывом в 1868—1871, когда после успешного выступления в Лейпциге с концертом собственного сочинения он гастролировал по Европе как солист).
С 1871 года преподавал сначала на открытых им самим курсах, а в 1882—1902 гг. — в училище при Московском филармоническом обществе. В последние годы жизни В. В. Безекирский отошёл от активного концертирования, занимался преподаванием и работал над книгой по истории скрипичного искусства XVII—XX веков («Краткий исторический обзор музыкально-скрипичного искусства XVII – XX веков» был издан в Киеве в 1913 году).
Безекирский ― один из крупнейших скрипачей-виртуозов России в XIX веке, он также известен как исполнитель на виоле д’амур.
Среди учеников Безекирского — его сын Василий (1880—1960), с 1914 г. работавший в США и многие годы преподававший в Мичиганском университете, Кароль Григорович и Алексей Яньшинов. Безекирский — автор ряда оригинальных сочинений для скрипки и оркестровых произведений, под его редакцией были изданы сонаты и партиты для скрипки соло Иоганна Себастьяна Баха.
Жена — Елизавета Васильевна Безекирская (урожд. Семенова), дочь Екатерины Алексеевны Семеновой (в замуж. Быковская; 1820/1821— 1906).
Внук (сын дочери Валентины Васильевны Безекирской (Рефрежье; род.1878) — художник Антон Рефрежье.